# Gezegde (taalkunde)
De term gezegde verwijst in de zinsontleding naar hetgeen in een zin over het onderwerp wordt verteld. Het gezegde bevat in principe altijd alle werkwoorden in de hoofdzin of bijzin. Het gezegde wordt soms ook wel werkwoordgroep genoemd.
De term "gezegde" is een vertaling van het Latijnse praedicatum (letterlijk: 'dat wat ergens over gezegd wordt'). Er wordt dan ook wel het leenwoord predicaat gebruikt.

## Soorten gezegde in de traditionele grammatica
In de traditionele grammatica worden twee typen gezegde onderscheiden: het werkwoordelijk en het naamwoordelijk gezegde.

### Werkwoordelijk gezegde
Een werkwoordelijk gezegde bestaat uitsluitend uit een of meer werkwoorden maar zegt niets over de eigenschappen van het onderwerp. Dit gezegde kan worden verdeeld in de persoonsvorm en de eventuele werkwoordelijke rest:
Hij lacht (geen werkwoordelijke rest)
werkwoordelijk gezegde: lacht
Hij heeft (persoonsvorm) haar willen laten vertrekken (werkwoordelijke rest).
werkwoordelijk gezegde: heeft willen laten vertrekken
Hoe wil (persoonsvorm) je dat gaan doen (werkwoordelijke rest)?
werkwoordelijk gezegde: wil gaan doen
Een werkwoordelijk gezegde kan naast een werkwoordelijke ook een niet-werkwoordelijke rest bevatten. In de volgende zin is te de niet-werkwoordelijke rest:
Hoe denk (persoonsvorm) je dat te gaan doen (werkwoordelijke + niet-werkwoordelijke rest)?
In de volgende zin is aan het gooien een niet-werkwoordelijke rest:
U bent (persoonsvorm) op dat veld ballen aan het gooien (niet-werkwoordelijke rest).
Aan is in de zin hierboven een voorzetsel, het is een lidwoord en gooien is een als zelfstandig naamwoord gesubstantiveerde infinitief. Gooien is namelijk een zelfstandig naamwoord, omdat er na een lidwoord altijd een zelfstandig naamwoord volgt. Toch wordt deze niet-werkwoordelijke rest als een deel van het werkwoordelijk gezegde beschouwd.

### Naamwoordelijk gezegde en niet-werkwoordelijke rest
Een naamwoordelijk gezegde bevat naast werkwoorden ook één of enkele naamwoorden. Dit kunnen zelfstandige naamwoorden, bijvoeglijke naamwoorden of persoonlijke voornaamwoorden zijn. Het naamwoordelijk gezegde wordt nader onderverdeeld in het werkwoordelijk deel, dat naast eventuele hulpwerkwoorden altijd een koppelwerkwoord bevat en het naamwoordelijk deel.
Het naamwoordelijk deel van het gezegde, kortweg "het naamwoordelijk deel" genoemd, beschrijft een 'eigenschap' van het onderwerp of is qua betekenis gelijk aan het onderwerp. Het naamwoordelijk deel van het gezegde wordt altijd met het onderwerp verbonden door middel van een koppelwerkwoord:
Onze bakker werd na de verkiezingen minister van Milieu.
naamwoordelijk gezegde: werd minister van Milieu.
Onze slager bleef maar ziek.
naamwoordelijk gezegde: bleef ziek
Onze bakker is na de verkiezingen minister van Milieu geworden.
naamwoordelijk gezegde: is minister van Milieu geworden.
Ik ben hem.
naamwoordelijk gezegde: ben hem.
In de volgende 2 zinnen zijn zowel het onderwerp als het naamwoordelijk deel cursief weergegeven en is een vorm van het werkwoord zijn het koppelwerkwoord:
- Dat boek is goed.
- Karel is mijn buurman.

De niet-werkwoordelijke rest maakt verder altijd deel uit van het andere type gezegde, het naamwoordelijk gezegde.

## Het predicaat in de moderne taalkunde
In de moderne ontleding wordt in plaats van de term "gezegde" veelal de term 'predicaat' gebruikt. Deze termen zijn echter niet zonder meer uitwisselbaar, want in tegenstelling tot het gezegde bevat het predicaat ook het object en mogelijk nog andere bepalingen:
Hij heeft haar nooit een cadeau gegeven.
gezegde: heeft gegeven
predicaat: heeft haar nooit een cadeau gegeven
In leerboeken Latijn worden ter verduidelijking van het predicaat wel zinnen gebruikt als:
Quid est quod de cane praedicatur? – Wat is het, dat over de hond gezegd wordt?
Het predicaat is dus een constituent, het gezegde niet.